# Herse Mundilsson
Herse Mundilsson (n. 538) fue un caudillo vikingo, rey del Namdalen. Hijo de Mundil Gyllaugsson. Según Ágrip af Nóregskonungasögum Herse perdió a su esposa, a quien amaba profundamente, y decidió quitarse la vida. Como nunca antes un rey se había suicidado, juró sobre la roca (de juramentos) que renunciaba a su condición de rey (nórdico antiguo: konungr) y tomó el título de jarl. Como jarl fue como se ahorcó, y su descendencia ostentaría el título de jarl, entre los que se encuentran los jarls de Lade. Su nombre, Herse, significa en nórdico antiguo "intimidar" (å herse), que se puede interpretar como alguien que devasta o como un líder recio.